# Bålde riddersmän
Bålde riddersmän (engelska: Ye Olden Days) är en amerikansk animerad kortfilm med Musse Pigg från 1933.

## Handling
Prinsessan Mimmi Pigg ska gifta sig med prins Långben. När hon inte vill blir både hon och Klarabella inlåsta i tornet. Speleman Musse Pigg ser dem och de lyckas fly, men kungen ser dem och förbereder sig för att hugga huvudet av Musse men Mimmi ber om att han borde bli benådad. Kungen ställer istället upp ett tornerspel mellan Musse och Långben.

## Om filmen
Filmen är den 55:e Musse Pigg-kortfilmen som producerades och den femte som lanserades år 1933.
Filmen är en nyinspelning av den tidigare Kalle Kanin-kortfilmen Oh, What a Knight från 1928.
Filmen har givits ut på DVD och finns dubbad till svenska.

## Rollista (i urval)
| Roll       | Originalröst      | Svensk röst     |
| Musse Pigg | Walt Disney       | Anders Öjebo    |
| Mimmi Pigg | Marcellite Garner | Lizette Pålsson |
| Långben    | Pinto Colvig      | Johan Lindqvist |